# 阿拉斯加大学安克雷奇分校

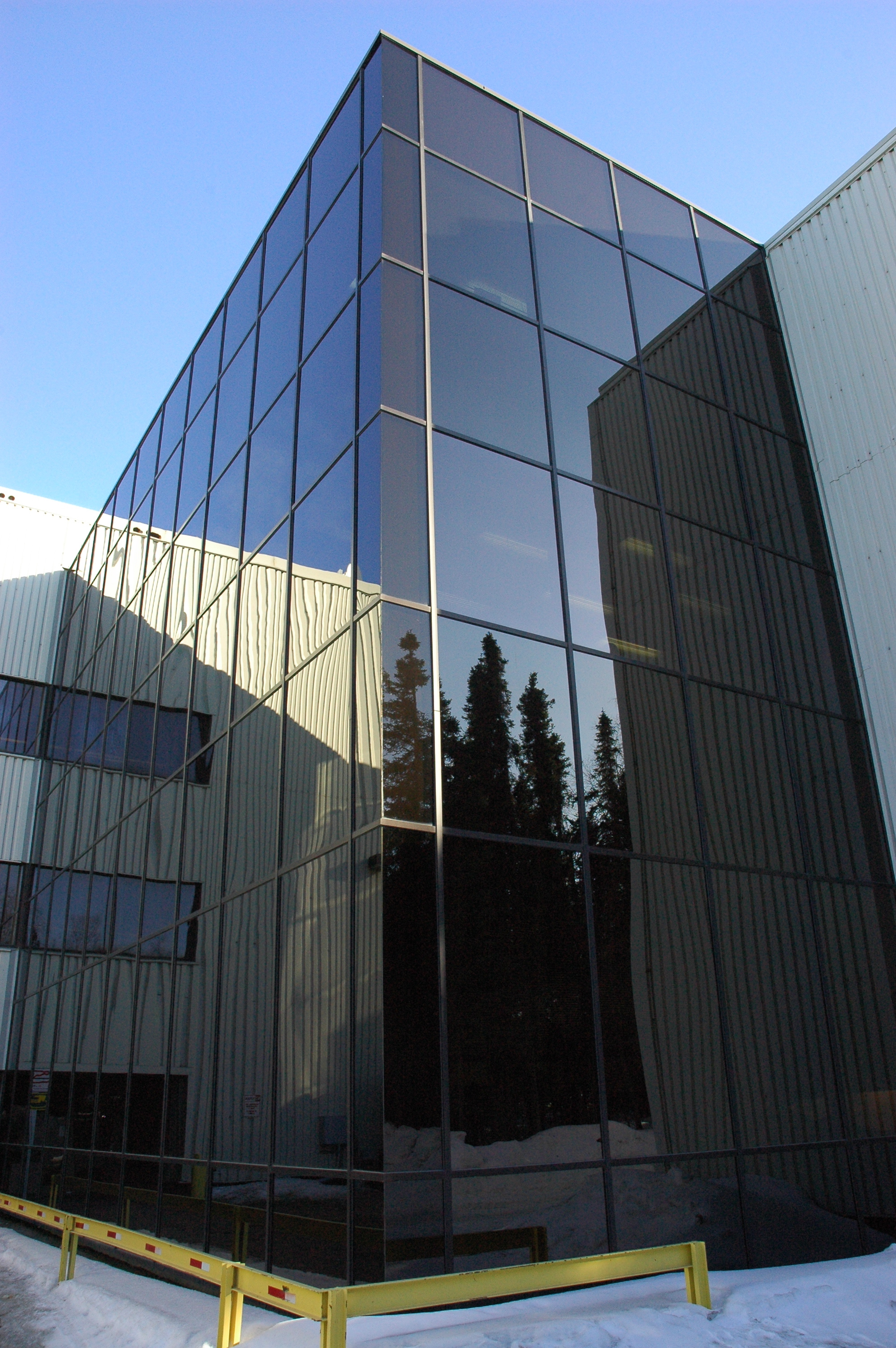
和阿拉斯加太平洋大学合用的图书馆（Consortium Library）

阿拉斯加大学安克拉治分校（英語：University of Alaska Anchorage）是美国阿拉斯加州的一所公立大学，成立于1954年。阿拉斯加大学系统中规模最大的成员。阿拉斯加大学安克拉治分校位于阿拉斯加州安克拉治市市中心东南4英里（6.4）处。该大学有8个学院：工学院、护理学院、教育学院等。